# Universidad del Fútbol y Ciencias del Deporte
Universidad del Fútbol y Ciencias del Deporte (UFD) ist eine vom mexikanischen Erstligisten CF Pachuca unterhaltene Fußballschule mit Sitz in San Agustín Tlaxiaca, einem Vorort von Pachuca, der Hauptstadt des Bundesstaates Hidalgo. 

## Geschichte
Der Verein wurde 2001 gegründet und erwarb im Sommer 2007 vom CF Cuautitlán die Lizenz zur Teilnahme an der drittklassigen Segunda División, in der sie die folgenden drei Spielzeiten bis zur Saison 2009/10 mitwirkte. Vier der insgesamt sechs in diesem Zeitraum halbjährlich ausgetragenen Turniere gewann die Universidad del Fútbol und erzielte bei ihren letzten drei Teilnahmen sogar einen Titel-Hattrick.
Obwohl die Mannschaft als zweifacher Turniersieger der Saison 2009/10 aufstiegsberechtigt zur Liga de Ascenso gewesen wäre, durfte sie den Aufstieg als Filialteam des CF Pachuca nicht wahrnehmen und an ihrer Stelle wurde der Altamira FC in die zweite Liga aufgenommen. Daraufhin zog die UFD ihre Mannschaft in die viertklassige Tercera División zurück, wo sie seither der Gruppe 7 zugeordnet ist.

## Erfolge
- Meister der Segunda División: Clausura 2008, Clausura 2009, Apertura 2009, Clausura 2010

## Bekannte Spieler
- Héctor Miguel Herrera
- Carlos Alberto Peña